# Lene Retzius
Lene Onsrud Retzius (4 gennaio 1996) è un'astista norvegese.
Pluri-campionessa nazionale della specialità, ha preso parte alla prima manifestazione internazionale nel 2013, ai Mondiali allievi, per poi approdare alle competizioni seniores a partire dal 2018.

## Palmarès
| Anno | Manifestazione    | Sede       | Evento           | Risultato      | Prestazione | Note |
| ---- | ----------------- | ---------- | ---------------- | -------------- | ----------- | ---- |
| 2013 | Mondiali allievi  | Donec'k    | Salto con l'asta | 8ª             | 3,95 m      |      |
| 2014 | Mondiali juniores | Eugene     | Salto con l'asta | 15ª (q)        | 4,00 m      |      |
| 2015 | Europei juniores  | Eskilstuna | Salto con l'asta | 10ª            | 4,00 m      |      |
| 2017 | Europei under 23  | Bydgoszcz  | Salto con l'asta | 6ª             | 4,35 m      |      |
| 2018 | Europei           | Berlino    | Salto con l'asta | 22ª (q)        | 4,20 m      |      |
| 2019 | Mondiali          | Doha       | Salto con l'asta | 25ª (q)        | 4,35 m      |      |
| 2021 | Giochi Olimpici   | Tokyo      | Salto con l'asta | 27ª (q)        | 4,25 m      |      |
| 2022 | Europei           | Monaco     | Salto con l'asta | 12ª            | 4,25 m      |      |
| 2024 | Europei           | Roma       | Salto con l'asta | Qualificazione | nm          |      |
| 2024 | Giochi olimpici   | Parigi     | Salto con l'asta | 18ª            | 4,40 m      |      |
| 2025 | Europei indoor    | Apeldoorn  | Salto in alto    | Qualificazione | nm          |      |